# Claire Bazy-Malaurie
Pour les articles homonymes, voir Malaurie.
Claire Bazy-Malaurie, née Malaurie le 14 avril 1949 à Paris 18e, est une haute fonctionnaire française, membre du Conseil constitutionnel de 2010 à 2022.

## Biographie

### Jeunesse et études
Claire Bazy-Malaurie étudie à l'Institut d'études politiques de Paris. Elle y prépare l'École nationale d'administration, où est elle admise. Elle est issue de la promotion Voltaire, où elle est classée 11e de la voie administration générale.

### Parcours professionnel
Claire Bazy-Malaurie entre en 1980 à la Cour des comptes.
Elle occupe successivement les fonctions de directrice à la DATAR en 1987, directrice des affaires financières et de l'administration générale au ministère de l'Équipement, des Transports et du Tourisme en 1994, directrice des hôpitaux au ministère de la Santé de 1995 à 1998 et membre du conseil d'administration de Radio France de 1996 à 2001.
Elle est en outre membre de la commission pour l'indemnisation des victimes de spoliations intervenues du fait des législations antisémites en vigueur pendant l'Occupation, de 1999 à 2002. Enfin, elle devient présidente de chambre à la Cour des comptes en janvier 2006.
Le 31 août 2010, elle est désignée comme membre du Conseil constitutionnel par le président de l'Assemblée nationale Bernard Accoyer, pour remplacer Jean-Louis Pezant, décédé. Le 7 septembre suivant, elle prête serment devant le président de la République. À l'issue de ce mandat de remplacement, qui n'a pas excédé trois ans, elle est reconduite par Claude Bartolone, président de l'Assemblée nationale, pour un nouveau mandat complet de neuf ans. Le 14 mars 2013, elle prête serment pour la seconde fois devant le président de la République. Elle est désignée comme membre du conseil supérieur de la Cour des comptes par la présidente de l'Assemblée nationale Yaël Braun-Pivet, pour 3 ans non renouvelable.

## Distinctions
Claire Bazy-Malaurie est titulaire de plusieurs décorations : 
- Officière de la Légion d'honneur depuis 2009.
- Officière de l'ordre national du Mérite depuis 2005.
- Chevalière de l'ordre du Mérite agricole.
- Chevalière de l'ordre des Palmes académiques.